# Montigny (Calvados)
Montigny – miejscowość i gmina we Francji, w regionie Normandia, w departamencie Calvados.
Według danych na rok 1990 gminę zamieszkiwało 71 osób, a gęstość zaludnienia wynosiła 18 osób/km² (wśród 1815 gmin Dolnej Normandii Montigny plasuje się na 815. miejscu pod względem liczby ludności, natomiast pod względem powierzchni na miejscu 971.).